# Russisch-südafrikanische Beziehungen
Die Russisch-südafrikanischen Beziehungen sind das zwischenstaatliche Verhältnis zwischen Russland und der Republik Südafrika. Vor den 1992 wiederaufgenommen diplomatischen Beziehungen bestand bereits offizielle Kontakte zwischen der Transvaal-Republik und dem Russischen Reich (1898–1902) und der Südafrikanische Union und der Sowjetunion (1942–1956). Während des Kalten Krieges unterstützte die UdSSR den Widerstand gegen das Apartheidregime und zahlreiche hochrangige ANC-Kader wurden in Moskau ausgebildet. Dies wirkte sich positiv auf das zwischenstaatliche Verhältnis nach 1990 aus. Beide Länder unterstützten sich gegenseitig in internationalen Foren und vertieften ab 2010 ihre Zusammenarbeit innerhalb der BRICS-Staatengruppe. 2018 wurde ein strategisches Partnerschaftsabkommen zwischen Russland und Südafrika unterzeichnet. Auch nach der russischen Überfall auf die Ukraine 2022 weigerte sich Südafrika sich von Russland unter Wladimir Putin zu distanzieren.

## Geschichte

### Frühe Kontakte bis 1945

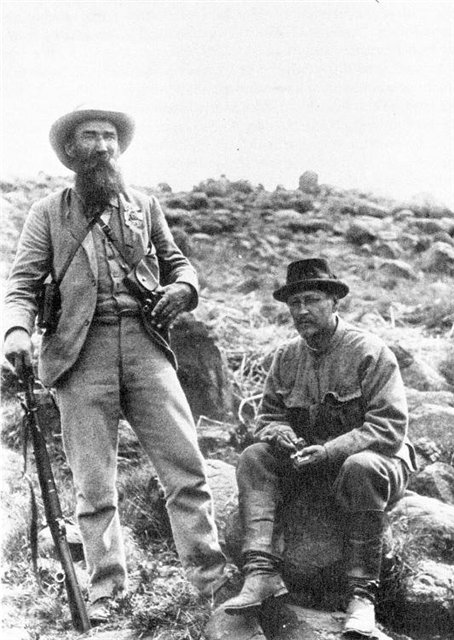
Der russische Soldat Jewgeni Maximow (rechts) während des Zweiten Burenkriegs

Die Beziehungen zwischen Russland und Südafrika begannen bereits in der Kolonialzeit des 17. Jahrhunderts. So erwähnte der niederländische Kapkolonie-Gründer Jan van Riebeeck in seinem Tagebuch von 1652 „Moskowien“ und hielt sich mindestens ein aus Moskau stammender Siedler (Johannes Swellengrebel) am Kap auf. Gegen Ende des 19. Jahrhunderts wanderten zahlreiche Bewohner des Russischen Kaiserreichs, insbesondere jüdische Pogromflüchtlinge, nach Südafrika ein; 1892 wurde in Johannesburg die erste Synagoge unter Beteiligung von Transvaals Präsident Paul Kruger eröffnet. Das Russische Reich entwickelte um 1900 verstärktes Interesse an Südafrika: Im Zweiten Burenkrieg (1899–1902) unterstützten hunderte russische Freiwillige und zwei russische Rotkreuz-Einheiten die Burenrepubliken gegen Großbritannien. In diesem Zuge nahm Russland sogar formelle diplomatische Beziehungen zur Südafrikanischen Republik (Transvaal) auf, die jedoch mit dem britischen Sieg 1902 wieder endeten.
Während des Ersten Weltkriegs standen Südafrika (als britisches Dominion) und Russland zwar auf derselben Seite, blieben aber ohne nennenswerte bilaterale Kontakte. Nach der Oktoberrevolution 1917 erkannte Südafrika die neue Sowjetregierung nicht an, sodass offizielle Beziehungen vorerst ruhten. Erst im Zweiten Weltkrieg kam es zu einer zeitweiligen Wiederannäherung: Am 21. Februar 1942 nahmen Moskau und Pretoria diplomatische Beziehungen auf, nachdem beide durch den Krieg gegen die Achsenmächte zu Verbündeten geworden waren. In der Folge unterhielt die Sowjetunion ein Konsulat in Südafrika und Premierminister Jan Smuts kooperierte mit der UdSSR im Rahmen der Anti-Hitler-Koalition. Zugleich entstand in der südafrikanischen Bevölkerung erhebliches pro-sowjetisches Engagement: Bürgerkomitees wie Medical Aid for Russia sammelten zwischen 1942 und 1945 umgerechnet über eine Million Pfund Sterling, um Medikamente, Lebensmittel und Kleidung für die Rote Armee bereitzustellen. Dmitri Schostakowitschs Siebte „Leningrader“ Sinfonie, ein Werk, das zu einem musikalischen Manifest des Widerstands gegen den Nationalsozialismus wurde, wurde am 9. Juli 1944 in Johannesburg und zwei Monate später in Kapstadt aufgeführt und die Einnahmen der Roten Armee gespendet.

### Südafrika und die Sowjetunion (1945–1990)
Mit der Machtübernahme der Nasionale Party 1948 und der Einführung der Apartheid verschlechterten sich die Beziehungen dramatisch. 1956 brach die südafrikanische Regierung die diplomatischen Kontakte zur Sowjetunion ab und schloss die sowjetischen Konsulate in Pretoria und Kapstadt. In den folgenden Jahrzehnten bestanden keine offiziellen Beziehungen zwischen Moskau und Pretoria. Die Sowjetunion profilierte sich derweil international als scharfer Gegner des Apartheid-Regimes und Unterstützer der anti-kolonialen Befreiungsbewegungen im südlichen Afrika. Insbesondere die African National Congress (ANC) und ihre bewaffnete Untergrundorganisation Umkhonto we Sizwe erhielten ab den 1960er Jahren umfangreiche Hilfe aus Moskau in Form von Waffenlieferungen, Ausbildung und Finanzmitteln.
Tausende Exil-Südafrikaner – Mitglieder des ANC oder der South African Communist Party – gingen in dieser Zeit in die UdSSR, um an sowjetischen Universitäten zu studieren oder eine militärische Schulung zu erhalten. Zu denjenigen, die in Moskau eine Ausbildung absolvierten, gehörten auch künftige Führungspersönlichkeiten Südafrikas wie Thabo Mbeki und Essop Pahad. Einige hochrangige ANC-Kader verbrachten ihre letzten Lebensjahre im sowjetischen Exil – so starben etwa Moses Kotane und J. B. Marks in der UdSSR und wurden als erste schwarze Südafrikaner auf dem renommierten Nowodewitschi-Friedhof in Moskau beigesetzt.
Währenddessen betrachtete das Apartheid-Regime die UdSSR als ideologischen Hauptfeind und schloss sich der westlichen Containment-Politik an. Die Konflikte der Supermächte spielten sich auch in Südafrika und den Nachbarländern ab: In Angola, Mosambik und Namibia unterstützte die Sowjetunion (teils gemeinsam mit Kuba) die dortigen Unabhängigkeitsbewegungen und sozialistischen Regierungen, wohingegen Südafrika militärisch aufseiten antikommunistischer Kräfte intervenierte. Gleichzeitig tolerierten die Sowjets in den 1980er Jahren auch Waffenlieferungen an die Regierung in Pretoria, über eine verworrene Reihe von Waffenverkäufen, an denen die Stasi, das dänische Schiff Pia Vesta und Manuel Noriega aus Panama beteiligt waren, und die darauf abzielten, sowjetische Waffen und Militärfahrzeuge nach Südafrika zu transferieren.
Gegen Ende der Apartheid zeichnete sich eine Entspannung ab: Parallel zu innenpolitischen Reformen in Südafrika (Freilassung von Nelson Mandela 1990) und der beginnenden Auflösung der Sowjetunion 1991 kam es zu ersten informellen Kontakten zwischen Pretoria und Moskau, um eine Wiederaufnahme offizieller Beziehungen vorzubereiten.

### Russland und Südafrika seit 1991

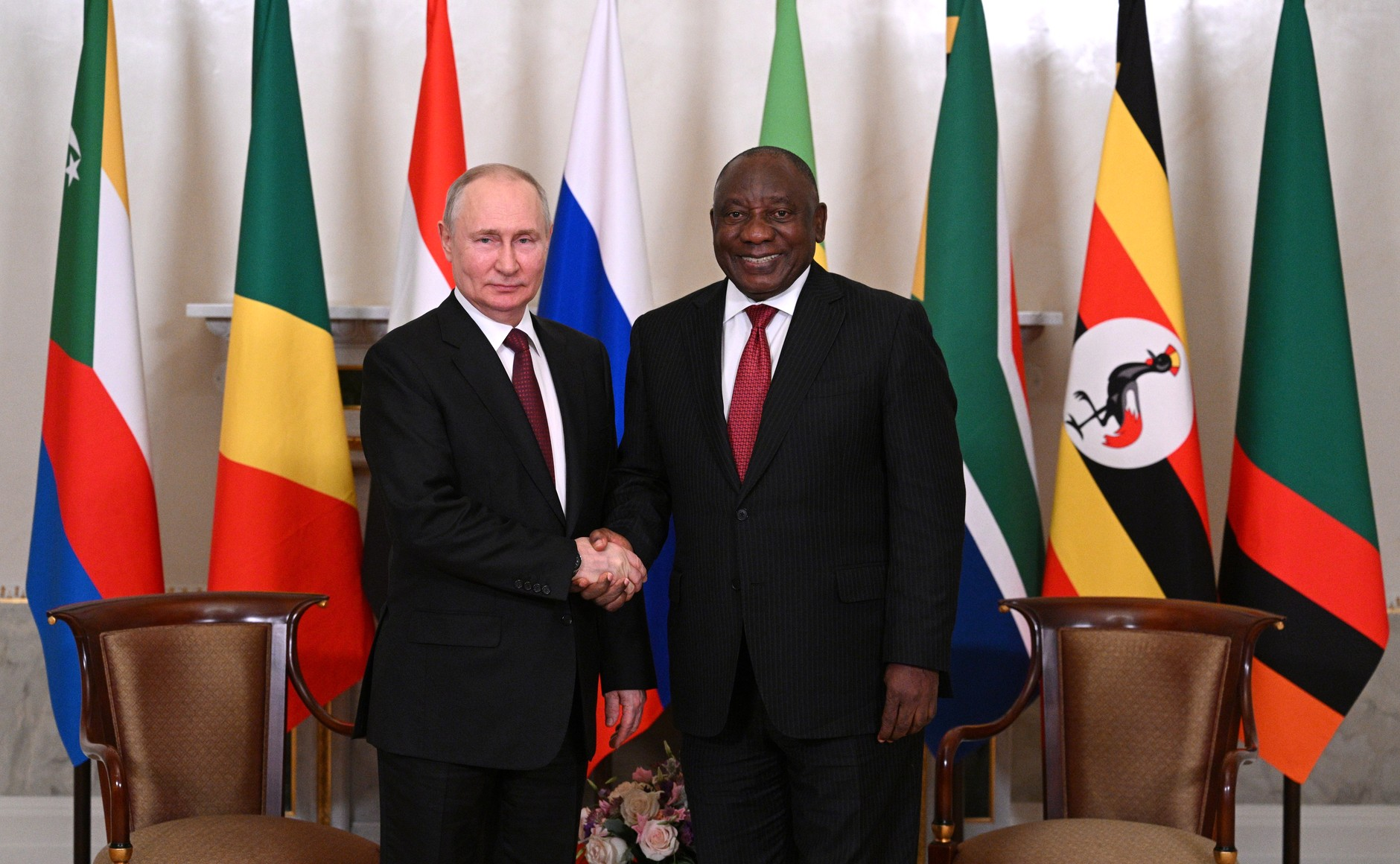
Wladimir Putin mit Cyril Ramaphosa (2023)

Mit dem Ende des Kalten Krieges und der Apartheid-Ära begann ein neues Kapitel in den bilateralen Beziehungen. 1991/92 nahmen die Russische Föderation und Südafrika formell diplomatische Beziehungen auf und eröffneten wechselseitig Botschaften. Bereits im Juni 1992 – zwei Jahre vor dem Ende der weißen Minderheitsherrschaft – reiste Südafrikas Präsident Frederik Willem de Klerk nach Moskau, um die Normalisierung der Beziehungen zu besiegeln. Nach dem demokratischen Umbruch 1994 pflegte die ANC-geführte Regierung enge Kontakte zu Russland, wobei die historische Unterstützung der Sowjetunion im anti-apartheid Kampf von südafrikanischer Seite ausdrücklich gewürdigt wurde. In den folgenden Jahren kam es zu zahlreichen hochrangigen Treffen und Staatsbesuchen: So besuchte Präsident Nelson Mandela 1999 Russland, und 2006 absolvierte Wladimir Putin als erster Kremlchef einen offiziellen Besuch in Südafrika. Südafrika trat 2010 dem informellen BRICS-Verbund (Brasilien, Russland, Indien, China, Südafrika) bei, was die politische und wirtschaftliche Zusammenarbeit mit Moskau zusätzlich intensivierte.
Unter Präsident Jacob Zuma (2009–2018) entwickelten sich besonders enge Beziehungen; allerdings scheiterte ein 2014 mit Russland vereinbartes, auf 100 Mrd. US$ geschätztes Kernkraftwerk-Projekt 2017 am Widerstand südafrikanischer Gerichte und der Zivilgesellschaft. In den 2010er Jahren stimmten beide Länder in internationalen Gremien oft überein und forcierten Kooperationen in Bereichen wie Rüstung, Raumfahrt und Energie. So unterzeichneten sie Partnerschaften in der Verteidigungsindustrie und planten gemeinsame Weltraumforschungsprojekte, während russische Konzerne (z. B. Rosatom) Angebote im südafrikanischen Energiesektor prüften. 2018 unterzeichneten beide Staaten ein strategisches Partnerschaftsabkommen, welches auf einem 2006 geschlossenen bilateralen Freundschaftsvertrag aufbaute.
Südafrika erklärte sich im Ukraine-Krieg 2022 für neutral und lehnte es ab, sich westlichen Sanktionen gegen Russland anzuschließen. Im Februar 2023 hielt die südafrikanische Marine gemeinsam mit Russland und China ein zehntägiges Seemanöver vor der eigenen Küste ab – offiziell als Routineübung, doch international als demonstrative Annäherung an Moskau wahrgenommen. Gleichzeitig geriet Pretoria unter Druck, da der internationale Haftbefehl des Internationalen Strafgerichtshofs gegen Präsident Putin Südafrika als ICC-Mitglied in diplomatische Gewissensnöte brachte. Die Regierung Ramaphosa suchte nach Rechtsmechanismen, um einen möglichen Putin-Besuch straffrei zu ermöglichen, und letztlich nahm Putin am BRICS-Gipfel 2023 in Johannesburg nur per Videoschalte teil. In Teilen des ANC besteht aufgrund alter Verbindungen erhebliche Sympathie für Russland. So verurteilte die ANC Youth League die NATO-Osterweiterung als „faschistisch“ und im Februar 2024 nahm ANC-Generalsekretär Fikile Mbalula an einem von Russland veranstalteten „Forum zur Bekämpfung des westlichen Neokolonialismus“ teil und zog damit weitere Kritik für die vermeintliche Unterstützung Russlands bei der Invasion durch die Partei auf sich.

## Wirtschaftsbeziehungen
Die wirtschaftlichen Verbindungen zwischen Russland und Südafrika sind im Vergleich zu deren anderen Außenhandelspartnern relativ gering. 2024 lag das bilaterale Handelsvolumen bei rund 1,5 Milliarden US-Dollar, was weniger als 2 % des südafrikanischen Außenhandels entsprach. Russland liefert vor allem Weizen, Erdölprodukte und Düngemittel nach Südafrika, während umgekehrt südafrikanische Agrarprodukte (Fleisch, Zitrusfrüchte, Wein) wichtige Exportgüter nach Russland sind. Nach dem russischen Importstopp für EU-Lebensmittel 2014 konnten südafrikanische Erzeuger ihren Absatz auf dem russischen Markt ausweiten – südafrikanischer Wein und Obst füllen seither teilweise Lücken, die vormals europäische Produkte besetzten. Beide Regierungen bemühen sich um einen Ausbau der Wirtschaftsbeziehungen: 2023 verständigten sich Russlands Premier Michail Mischustin und Südafrikas Vizepräsident Paul Mashatile darauf, den bilateralen Handel mittelfristig verdoppeln zu wollen und Investitionen in Energie, Infrastruktur und Landwirtschaft zu fördern. Geplant sind u. a. gemeinsame Projekte im Bereich erneuerbare Energien sowie eine Modernisierung südafrikanischer Häfen und Eisenbahnen mit russischer Beteiligung. Auch direkte Hafenverbindungen zwischen beiden Seiten wurden wiederhergestellt. Allerdings blieben große Vorhaben bislang oft hinter den Ankündigungen zurück. So scheiterte das ambitionierte russisch-südafrikanische Kernenergieprogramm unter Präsident Zuma an rechtlichen und finanziellen Hürden.
Im multilateralen Rahmen kooperieren beide Länder wirtschaftlich vor allem innerhalb der BRICS-Gruppe und der von ihr gegründeten Neuen Entwicklungsbank. Trotz dieser Initiativen blieb Russland im südafrikanischen Außenhandel bisher ein nachgeordneter Partner und auch das Volumen der gegenseitigen Direktinvestitionen ist bis Mitte der 2020er Jahre eher bescheiden geblieben.

## Kulturbeziehungen
Kulturelle Überschneidungen zwischen Russland und Südafrika sind historisch begrenzt. Es bestehen weder enge Sprachverwandtschaften noch eine langjährige gemeinsame Kulturtradition, und auch die wechselseitigen Diaspora-Gemeinden sind relativ klein. Nichtsdestotrotz gab es punktuell bedeutende Migrationsströme und kulturelle Kontakte. So wanderten um die Wende vom 19. zum 20. Jahrhundert Juden aus dem Russischen Reich nach Südafrika ein und ließen sich dort nieder. Während der Apartheidära verlief der Kulturkontakt vor allem über das Exil: Zahlreiche südafrikanische Freiheitskämpfer lebten und studierten in der Sowjetunion und eigneten sich Sprache und Kultur Russlands an. Die so entstandenen persönlichen Bindungen – viele ANC-Mitglieder knüpften in Moskau enge Kontakte oder gründeten bi-nationale Familien – wirkten bis in die Post-Apartheid-Zeit nach. Nach 1991 institutionalisierten die beiden Staaten ihren Kulturaustausch weiter. 2016/17 veranstalteten Russland und Südafrika wechselseitige Kulturfestivals (sogenannte „Cultural Seasons“), in deren Rahmen Kunstausstellungen, Konzerte und Tanzaufführungen beider Länder präsentiert wurden.

## Migration
Ständige russische Gemeinden in Südafrika umfassen Schätzungen zufolge nur wenige tausend Personen, zumeist Geschäftsleute, Experten oder Angehörige binationaler Familien. Umgekehrt leben auch in Russland nur relativ wenige Südafrikaner; von den knapp 39.000 afrikanischen Staatsbürgern, die 2022 in Russland legal registriert waren, handelte es sich überwiegend um Studenten aus verschiedensten Ländern. Ein bemerkenswertes aktuelles Phänomen ist die Initiative russischer Behörden, weißen südafrikanischen Farmern (Afrikaanern) eine Übersiedlung nach Russland anzubieten. So kündigten Projektbetreiber 2023 die geplante Gründung mehrerer „Afrikaner-Dörfer“ in ländlichen Regionen Russlands an, mit Platz für bis zu 3000 Familien burischer Abstammung. Dieses Vorhaben – offiziell als agrarwirtschaftliches Programm zur Stärkung der russisch-afrikanischen Beziehungen deklariert – hat international Aufmerksamkeit erregt, steht aber auch in der Kritik, da es mit rassistischer Rhetorik und geschichtsrevisionistischen Motiven in Verbindung gebracht wird.